# Natalie Spooner
Natalie Marie Spooner (* 17. Oktober 1990 in Scarborough, Ontario) ist eine kanadische Eishockeyspielerin, die seit 2023 bei den Toronto Sceptres aus der Professional Women’s Hockey League auf der Position der Stürmerin spielt. Zuvor war sie lange für die Toronto Furies in der Canadian Women’s Hockey League aktiv und ist mehrfache Weltmeisterin sowie Olympiasiegerin.

## Karriere
Natalie Spooner begann im Alter von vier Jahren mit dem Eishockeysport. Ab 2005 spielte sie für die Durham West Jr. Lightning in der Provincial Women’s Hockey League (PWHL). Am Ende der Saison 2007/08 wurde sie in den Kader der Mississauga Chiefs aufgenommen, für die sie die Play-offs der Canadian Women’s Hockey League sowie die Esso Women’s Nationals bestritt.

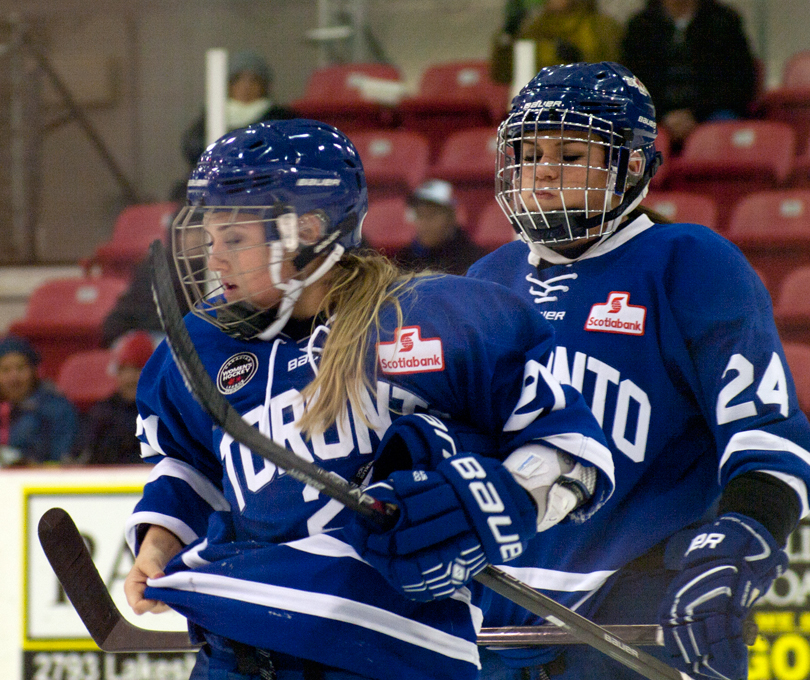
Natalie Spooner (rechts) im Trikot der Toronto Furies (2015)

Zwischen 2008 und 2012 studierte Spooner Ernährungswissenschaften an der Ohio State University und lief für deren Eishockeyteam, die  Buckeyes, in der WCHA auf. Dabei wurde sie mehrfach ausgezeichnet und gehört (bei den Frauen) zu den besten Scorern aller Zeiten der Universität. 2012 beendete sie ihr Studium mit einem Bachelor of Science.
Zwischen 2012 und 2019 spielte Spooner für die Toronto Furies in der CWHL und gewann mit diesen am Ende der Saison 2013/14 die Meisterschaftstrophäe in Form des Clarkson Cups.
Auf internationaler Ebene war Spooner Teilnehmerin an der U18-Frauen-Weltmeisterschaft 2008, wo sie mit der Mannschaft Silber gewann. In die kanadische Frauennationalmannschaft wurde die Stürmerin erstmals im Jahr 2008 berufen. Bei der Weltmeisterschaft 2012 gewann sie die Goldmedaille, bei den Weltmeisterschaften 2011, 2013, 2015, 2016 und 2017 jeweils Silber. Bei der Weltmeisterschaft 2015 wurde sie zudem in das All-Star-Team des Turniers gewählt.

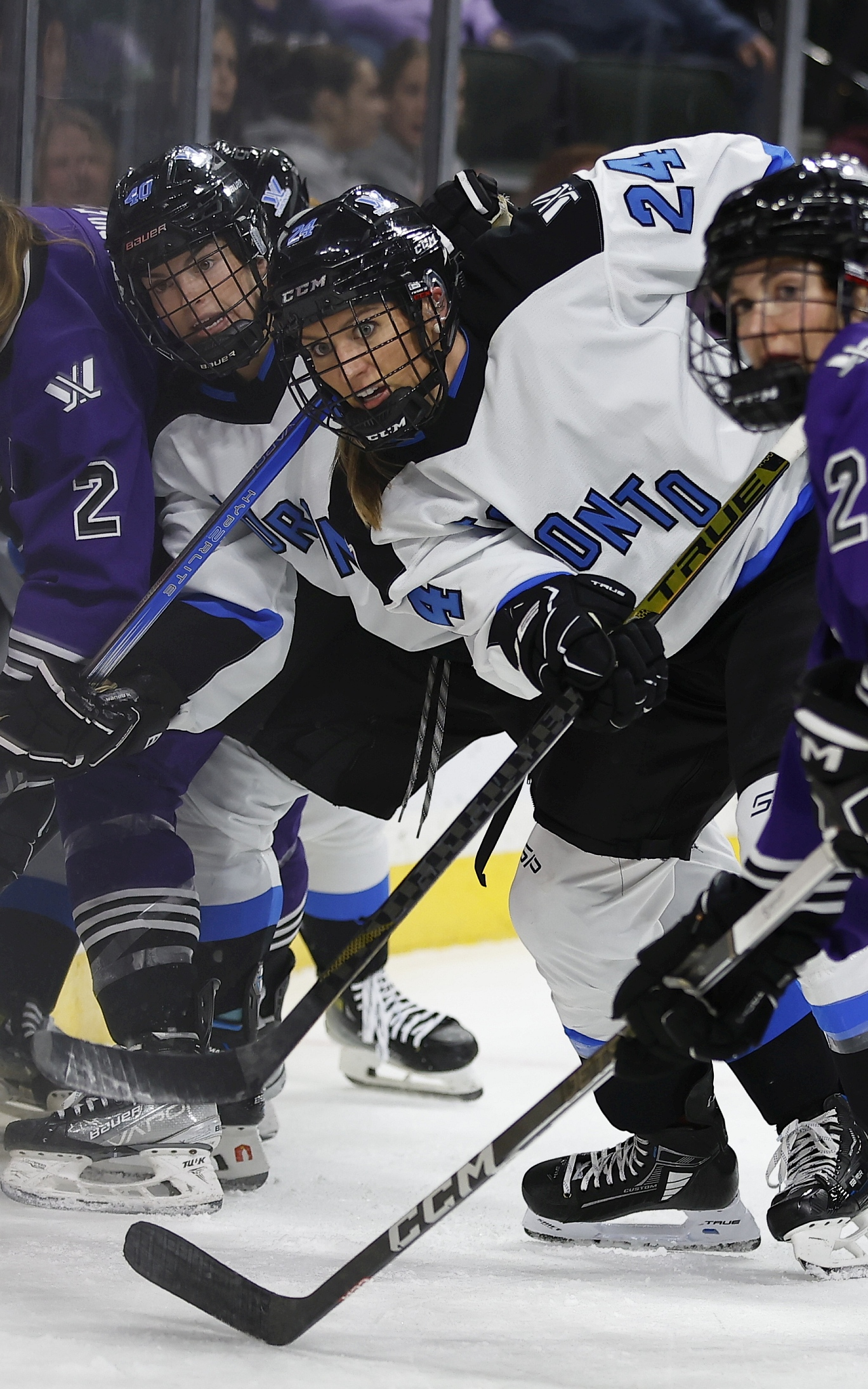
Natalie Spooner (Bildmitte) im Trikot von PWHL Toronto (Jan. 2024)

Im Rahmen der Olympischen Winterspiele 2014 in Sotschi feierte die Angreiferin den Gewinn der Goldmedaille. Vier Jahre später bei den Olympischen Winterspielen 2018 in Pyeongchang Silber.
2019 wurde die CWHL aufgelöst und Spooner spielte anschließend für das Team Toronto der Professional Women’s Hockey Players Association bei Promotions-Turnieren. Im Jahr 2023 wurde aus der PWHPA heraus die Professional Women’s Hockey League gegründet. Im September 2023 wurde Spooner in der vierten Runde des ersten PWHL-Draft vom Team PWHL Toronto ausgewählt. Wenige Wochen später unterzeichnete sie einen Zweijahresvertrag mit dem Team.

## Erfolge und Auszeichnungen
- 2010 First Team All-WCHA und WCHA All-Academic Team
- 2011 All-WCHA Second Team
- 2011 Big Ten Outstanding Sportsmanship Award
- 2014 Clarkson-Cup-Gewinn mit den Toronto Furies
- 2024 Billie Jean King MVP Award, Forward of the Year und First All-Star-Team der PWHL

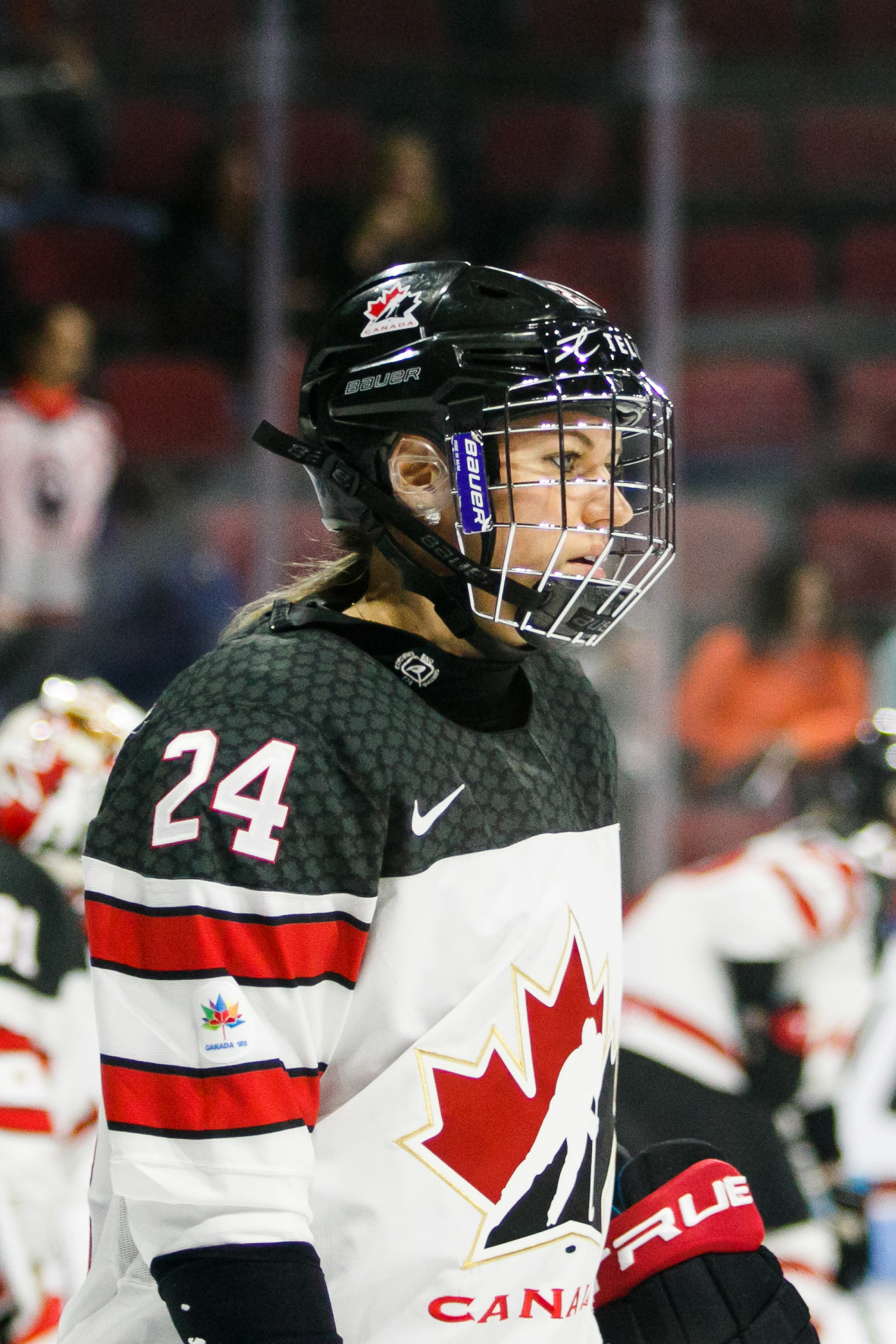
Natalie Spooner im Nationaltrikot (2017)

### International
| - 2008 Silbermedaille bei der U18-Frauen-Weltmeisterschaft - 2011 Silbermedaille bei der Weltmeisterschaft - 2012 Goldmedaille bei der Weltmeisterschaft - 2013 Silbermedaille bei der Weltmeisterschaft - 2014 Goldmedaille bei den Olympischen Winterspielen - 2015 Silbermedaille bei der Weltmeisterschaft - 2015 All-Star-Team der Weltmeisterschaft - 2016 Silbermedaille bei der Weltmeisterschaft - 2017 Silbermedaille bei der Weltmeisterschaft | - 2018 Silbermedaille bei den Olympischen Winterspielen - 2019 Bronzemedaille bei der Weltmeisterschaft - 2021 Goldmedaille bei der Weltmeisterschaft - 2021 All-Star-Team der Weltmeisterschaft - 2022 Goldmedaille bei den Olympischen Winterspielen - 2023 Silbermedaille bei der Weltmeisterschaft - 2024 Goldmedaille bei der Weltmeisterschaft - 2025 Silbermedaille bei der Weltmeisterschaft |

## Karrierestatistik
(Legende zur Spielerstatistik: Sp oder GP = absolvierte Spiele; T oder G = erzielte Tore; V oder A = erzielte Assists; Pkt oder Pts = erzielte Scorerpunkte; SM oder PIM = erhaltene Strafminuten; +/− = Plus/Minus-Bilanz; PP = erzielte Überzahltore; SH = erzielte Unterzahltore; GW = erzielte Siegtore; 1 Play-downs/Relegation; Kursiv: Statistik nicht vollständig)